# Rome: Total War: Alexander
Rome: Total War: Alexander (tạm dịch: Rome: Chiến tranh tổng lực - Alexander Đại Đế) là bản mở rộng thứ hai của trò chơi máy tính thể loại chiến lược theo lượt và chiến thuật thời gian thực Rome: Total War do hãng The Creative Assembly phát triển và Sega phát hành vào năm 2006. Alexander sẽ không được bày bán tại các quầy hàng theo phương thức bình thường mà sẽ chỉ có thể tải về từ Internet.
Alexander lấy bối cảnh diễn ra trước cả Rome: Total War đến 2 thế kỷ và người chơi sẽ đóng vai nhân vật huyền thoại trong lịch sử nhân loại là Alexander Đại đế. Game bắt đầu từ lúc Alexander kế thừa ngôi vị Vương quốc Macedonia vào năm 336 TCN và kéo dài khoảng 100 lượt, mỗi lượt chơi khác với phiên bản gốc và bản mở rộng Barbarian Invasion sẽ không tượng trưng cho khoảng thời gian sáu tháng (giả định rằng nó sẽ bám theo thời kỳ mười ba năm trị vì thực tế của Alexander, cứ mỗi lượt sẽ đại diện cho gần bảy tuần lễ). Trò chơi khá giống phiên bản gốc Rome: Total War nhưng với ít phe phái hơn, bổng sung thêm những đơn vị và bản đồ mới. Mục tiêu của người chơi là phải chinh phục 30 tỉnh thành bao gồm các thành phố như: Týros (Tyre), Halicarnassus, Babylon, trong giới hạn 100 lượt.

## Chiến dịch
Trò chơi sẽ có thêm bốn thế lực mới gồm Hy Lạp, Ba Tư, Ấn Độ và các man tộc. Tổng cộng sẽ có thêm 60 đơn vị quân đặc trưng cho thời kỳ lịch sử xuất hiện trong game. Chiến dịch dành cho một người chơi trong game được thiết kế rất khó và sẽ là thử thách thực sự cho game thủ. Muc tiêu của người chơi là phải đánh bại lực lượng hùng mạnh của Đế quốc Ba Tư, mở rộng lãnh thổ sang phía đông về Ấn Độ trong cả trăm lượt chơi, để giữ được khí thế tấn công, người chơi sẽ phải di chuyển liên tục liên tục trong cuộc chinh phục hùng vĩ này.
Ngoài chiến dịch bành trướng chính, Rome: Total War Alexander còn có thêm 6 trận chiến lịch sử nhắc lại những chiến công vang lừng của quốc vương Macedonia Philip II (cha của Alexander) khi ông hạ gục người Hy Lạp và người Ba Tư. Nhưng những nhiệm vụ này cũng chẳng hề dễ dàng chút nào, bởi Alexander và Philip vẫn sẽ phải sử dụng lực lượng ít ỏi của mình để chống chọi với những thế lực hùng hậu. Nhưng có vẻ như trò chơi sẽ không có thêm bất cứ một cải thiện nào về mặt đồ họa vốn cũng đã khá ổn. Ngoài các đơn vị quân mới ra thì có vẻ như mọi cơ cấu hình ảnh vẫn giống như bản Rome: Total War. Có lẽ thay đổi lớn nhất có thể nhìn thấy được là bản đồ chiến thuật. Nếu trong sản phẩm Rome đầu tiên, bản đồ chỉ bao phủ phần châu Âu và Bắc Phi thì bản map lần này kéo dài từ Hy Lạp sang vùng vịnh và Ấn Độ.

## Phe phái

### Man tộc
- Scythia: Người Scythia ngoài kiểm soát vùng đất tổ Scythia ra thì trong Alexander họ còn kiểm soát Chersonesos. Quân đội của họ bao gồm kỵ binh chủ và cung thủ thiện chiến nhưng hầu như không có bộ binh cận chiến. Scythia không phải là một mối đe dọa cho Macedonia nhưng rất khó để chinh phục. Ngoài ra, địa hình rừng cây rậm rạp đã chặn tất cả các vùng đất lân cận đến thủ đô của người Scythia, gây không ít phiền hà cho người chơi khi mang quân chinh phục xứ này.
- Dahae: Đại diện cho các láng giềng là các man tộc như Illyria, Thracia, Sarmatia và Scythia và bao gồm các thành phố độc lập như Byzantium. Tương tự như các phe man tộc trong phiên bản đầu tiên; quân đội của họ bao gồm các nhóm chiến binh lớn chủ yếu là chiến binh cầm lưỡi hái chiến tranh giống như kiếm. Họ kiểm soát vùng các vùng lãnh thổ khác nhau trên góc phía bắc bản đồ.
- Illyria: Người Illyria kiểm soát nửa phía Tây của khu vực Balkan với thủ đô đặt tại Epidamnus. Quân đội của họ bao gồm lính cầm rìu và bộ binh thiện chiến cùng những loại kỵ binh hạn chế. Giống như nước láng giềng Thracia, người Illyria cũng là một nước man tộc và họ cũng nằm trong số các quốc gia nguy hiểm nhất vào lúc bắt đầu của Alexander.
- Thrace: Người Thrace chỉ kiểm soát với thủ đô đặt tại Byzantium. Quân đội bao gồm bộ binh giáp chiến chủ yếu là lính cầm liềm nhưng kỵ binh rất ít. Thracia là một chủng tộc man rợ và không phải là người Hy Lạp như trong Rome Total War. Cùng với Illyria họ là một trong những quốc gia nguy hiểm nhất vào lúc bắt đầu của chiến dịch. Họ liên minh với các quốc gia thù địch khác của Macedonia.

### Macedonia
- Macedonia: Vương quốc Macedonia cũng bắt đầu với mảnh đất Hy Lạp nằm dưới quyền kiểm soát của họ. Quân đội tương tự như phe Macedonia trong phiên bản đầu tiên cũng bao gồm hoplites và phalanx cùng chiến hữu kỵ binh thiện chiến; tuy nhiên phe Macedonia lại không có cung thủ dù họ có các loại lính phóng lao. Macedonia cũng có một đơn vị duy nhất đại diện cho toán cận vệ của Alexander gồm đội chiến hữu kỵ binh tinh nhuệ do chính nhà vua chỉ huy. Không giống như Rome và Barbarian Invasion, nếu vị vua của người chơi bị giết thì chiến dịch sẽ kết thúc trong thất bại.

### Phương Đông
- Ba Tư: Quân đội Ba Tư của vua Darius III gồm nhiều loại lính khác nhau, từ đội bộ binh và cung thủ đông đảo trang bị nghèo nàn cho đến kỵ binh thiện chiến và các đơn vị tinh nhuệ như đội cận vệ Immortal lừng danh của Đế quốc Ba Tư cổ đại, cũng như nhóm lính đánh thuê từ Hy Lạp và Phrygia. Quân đội cũng có thể lái chiến xa mà các tướng lĩnh Ba Tư thường dùng. Đế quốc Ba Tư của triều đại Achaemenid khá lớn kiểm soát tất cả các vùng lãnh thổ gồm Anatolia, Ai Cập, Iraq và Iran ngày nay và thậm chí là tại vùng phía đông tới tận miền tây Ấn Độ và các vùng ở giữa.
- Ấn Độ: Còn rất lâu mởi trở thành một quốc gia thống nhất, tuy nhiên các tiểu quốc Ấn Độ lại có khả năng tung ra chiến trường một đội quân đông đảo gây kinh hoàng cho đối phương. Quân đội của họ bao gồm các loại lính trạng bị giáp nhẹ, chiến xa và voi chiến sặc sỡ. Phe này không xuất hiện trong phần chiến dịch chơi đơn.

### Loạn quân
- Loạn quân: Loạn quân (Rebels) không phải là một phe thông thường. Trong suốt dòng Total War, phe loạn quân được sử dụng để đại diện cho cuộc nổi loạn từ các tỉnh và các phe phái nhỏ khác nhau (như Illyria trong bản gốc Rome: Total War). Không giống như ở hầu hết các phiên bản Total War, trong Alexander không chỉ một tỉnh nổi loạn vào lúc đầu game và phe loạn quân sẽ chỉ xuất hiện sau này trong game, hoặc có thể là đội quân trộm cướp hoặc là quân nổi dậy của một tỉnh hay theo đúng diễn biến tự nhiên của phần chiến dịch đúng như trong lịch sử sau khi người chơi chinh phục Ba Tư, hoặc khi tỉ lệ an ninh trật tự của một tỉnh giảm xuống dưới một mức nhất định... Như trong các phiên bản Total War khác, phe loạn quân sẽ có một cơ chế riêng biệt về lối chơi cần thiết để không bị tiêu diệt, ngay cả khi mỗi đội quân nổi loạn trên bản đồ bị tiêu diệt và các thành phố của họ bị đánh chiếm thì phe loạn quân sẽ không bao giờ bị tiêu diệt thực sự và gần như chắc chắn sẽ xuất hiện trở lại sau này dưới một số hình thức.

## Trận chiến lịch sử
Các trận chiến lịch sử cho phép người chơi lãnh đạo Alexander trong một số chiến thắng nổi tiếng và ấn tượng nhất của ông. Cũng giống như các phiên bản trước của dòng Total War, các trận đánh lịch sử thường đặt người chơi trong một tình huống khó khăn chống lại kẻ địch, chẳng hạn như bắt đầu với một vị trí bất lợi trên chiến trường hoặc trong một số trường hợp đúng như lịch sử là số lượng quân địch đông hơn. Tuy nhiên, sự cân bằng trong những trận đánh có thể xoay chuyển tình thế bằng cách sử dụng chiến thuật thích hợp, ví dụ bằng cách giết chết tướng địch vào đầu trận đánh. Không giống như Rome: Total War, game đưa ra một điều kiện đặc biệt trong những trận chiến lịch sử nhằm đảm bảo rằng Alexander không bị giết chết hoặc không bỏ chạy trong suốt trận chiến. Nếu không người chơi sẽ thua trận ngay lập tức.
Có sáu trận đánh lịch sử trong game, bắt đầu với trận Chaeronea, nơi Alexander hành quân cùng cha mình là vua Philip II chống lại liên quân Athen và Thebes. Tiếp theo là trận Granicus chống lại Tướng Memnon xứ Rhodes. Sau trận Granicus tiếp theo là cuộc vây hãm thành phố Halicarnassus và giết chết Memnon. Các trận đánh thứ tư và thứ năm tương ứng là trận Issus và trận Gaugamela chống lại vua Darius III của Ba Tư. Sau cùng kết thúc bằng trận Hydaspes chống lại quốc vương Ấn Độ Porus. Ngoài trận đánh đầu tiên, các trận đánh được mở khóa lần lượt chỉ khi người chơi hoàn thành chúng. Tuy nhiên, một trận chiến phải được chơi và giành chiến thắng ít nhất là ở mức độ khó "trung bình" để mở khóa các trận chiến sau. Sau khi mở khóa, người chơi có thể chơi lại các trận đánh lịch sử bất kỳ lúc nào. 